# Cao Cao
Cao Cao (pinjin, hangsúlyjelekkel: Cáo Cāo; 曹操) névváltozatok: C’ao C’ao, Cao Meng-tö, Cao Csi-li, Cao A-man;, 155 – 220) kínai katona, politikus, költő, mecénás.

## Élete
Nagy hatalmú tábornok volt az utolsó Han császár udvarában. Fenntartotta a császár uralkodásának a látszatát, de a valóságban az ő kezében volt a hatalom Kína északi részében. Fia, Cao Pi alapította meg a Vej-dinasztiát (220-264). Ezután apjának visszamenőleg posztumusz császári nevet is adományozott: Vej Vu-ti.
Cao Cao keménykezű volt a politikai harcban, ellenfeleivel könyörtelenül leszámolt, az utókor zsarnoknak tartotta. Ugyanakkor kora legjelentősebb művészeivel és tudósaival vette körül magát. Je városában, ahol 204-ben a fővárosát berendezte, az ő védelme alatt élt a Csien-an kor hét költője, s ő maga is néhány kitűnő elégikus versben adott hangot kora szenvedéseinek, illetve baráti köre örömeinek. Két fia, Cao Cse (Cao Zhi) és a dinasztiaalapító Cao Pi is jelentős költő lett.
Egy 2009. decemberi hír szerint kínai régészek Honan (Henan) tartomány Anjang (Anyang) városa közelében felfedeztek egy nagy sírkamrát, mely több jel szerint is Cao Caoé lehet.

## Magyarul
- Cao Cse versei / Cao Cao és Cao Pi verseiből; ford. Csukás István et al., vál., prózaford., utószó, jegyz. Tőkei Ferenc; Európa, Bp., 1960